# 日本十棘银鲈
日本银鲈（学名：Gerres japonicus）为银鲈科银鲈属的鱼类。分布于日本、琉球群岛以及中国南海、台湾海峡等海域，一般生活于沿岸内湾，河口及河溪下游半鹹淡水域。本種背鰭硬棘數為10(第1棘極短)，與其他銀鱸屬物種不同该物种的模式产地在长崎。